# Ouest Side
Ouest Side este un album al rapperului francez Booba, lansat în 2006. Printre producatori se numară DJ Mehdi, DJ Kore, Yvan, Jaynaz  ș.a. 

## Titluri
- Mauvais Garcon
- Garde la Peche
- Le Duc de Boulogne
- Boite Vocale
- Boulbi
- Ouest Side
- 92 Izi cu Malekal Morte
- Ouais Ouais cu Mac Tyer
- Pitbull
- Je me Souviens cu Kennedy
- Le Météore
- Au Bout de Mes Reves cu Trade Union și Rudy
- Gun in Hand cu Akon
- Au Fond de la Classe cu Intouchable
- Couleur Ebène
- Outro